# Colcord
Colcord és un poble dels Estats Units a l'estat d'Oklahoma. Segons el cens del 2000, tenia 819 habitants.

## Demografia
Segons el cens del 2000, Colcord tenia 819 habitants, 285 habitatges i 198 famílies. La densitat de població era de 126 habitants per km².
Dels 285 habitatges en un 42,1% hi vivien nens de menys de 18 anys, en un 48,1% hi vivien parelles casades, en un 17,2% dones solteres, i en un 30,5% no eren unitats familiars. En el 26,7% dels habitatges vivien persones soles, el 13,7% de les quals corresponia a persones de 65 anys o més que vivien soles. El nombre mitjà de persones que vivien en cada habitatge era de 2,87 i el nombre mitjà de persones que vivien en cada família era de 3,5.
Per edats la població es repartia de la següent manera: un 35% tenia menys de 18 anys, un 8,4% entre 18 i 24, un 29,4% entre 25 i 44, un 18,6% de 45 a 60 i un 8,5% 65 anys o més.
L'edat mediana era de 30 anys. Per cada 100 dones de 18 o més anys hi havia 89,3 homes.
La renda mediana per habitatge era de 21.181$ i la renda mediana per família, de 23.750$. Els homes tenien una renda mediana de 23.333$ mentre que les dones, de 17.045$. La renda per capita de la població era de 10.440$. Entorn del 30% de les famílies i el 30,1% de la població estaven per davall del llindar de pobresa.

## Poblacions més properes
El següent diagrama mostra les poblacions més properes.